# Şafak
Şafak (türk. für „Morgendämmerung, Morgenröte“) ist ein männlicher und weiblicher türkischer Vorname und Familienname arabischer Herkunft. Außerhalb des türkischen Sprachraums kommt vereinzelt die nicht-türkische Schreibweise Safak vor.

## Verbreitung
In Deutschland kommt der Name seit 2005 fast jährlich in der Namensgebung vor. In den letzten 10 Jahren wurde er etwa 30 Mal vergeben. Der Name wird in Österreich bei der Namenswahl seit dem Jahr 1991 hin und wieder berücksichtigt. Seitdem wurden neun Jungen so genannt. In der Schweiz tragen 53 Personen den Namen (Stand 2023). Seine Vergabe ist auch in Dänemark, Belgien, Frankreich und den Niederlanden nachgewiesen.

## Namensträger

### Weiblicher Vorname
- Safak Akcay, auch Şafak Akçay (* 1974), österreichische Politikerin (SPÖ)
- Şafak Pavey (* 1976), türkische Politikerin, Diplomatin und Kolumnistin
- Şafak Pekdemir (* 1988), türkische Schauspielerin
- Şafak Şengül (* 1994), deutsche Schauspielerin

### Männlicher Vorname
- Şafak Sarıçiçek (* 1992), deutschsprachiger Lyriker und Schriftsteller

### Künstlername
- Elif Şafak (Elif Shafak; * 1971), türkische Schriftstellerin

## Sonstiges
- Yeni Şafak, türkische Tageszeitung